# Can Tomàs Barrera
Can Tomàs Barrera és un monument del municipi de Santa Coloma de Farners (Selva) protegit com a bé cultural d'interès local.

## Descripció
És una casa entre mitgeres de dues plantes i golfes, coberta per un terrat, amb pati a la part posterior. La façana que dona al carrer Pare Lluís Rodés presenta una porta a la banda esquerra i dos grans finestrals amb vitralls policromats, a la planta baixa, balcó corregut amb barana de ferro ondulat amb dues portes, al primer pis, i cinc finestres més petites a les golfes. Les obertures són d'arc rebaixat amb relleus escultòrics al dintell. Les portes dels balcons tenen guardapols lleugerament ondulats amb impostes treballades. La part alta de l'edifici és flanquejat per dos plafons decoratius acabats amb arc de mig punt enllaçats per una barana de ferro. Les dues mènsules que sostenen el balcó porten gravades les lletres T i B, que són les inicials del propietari original.

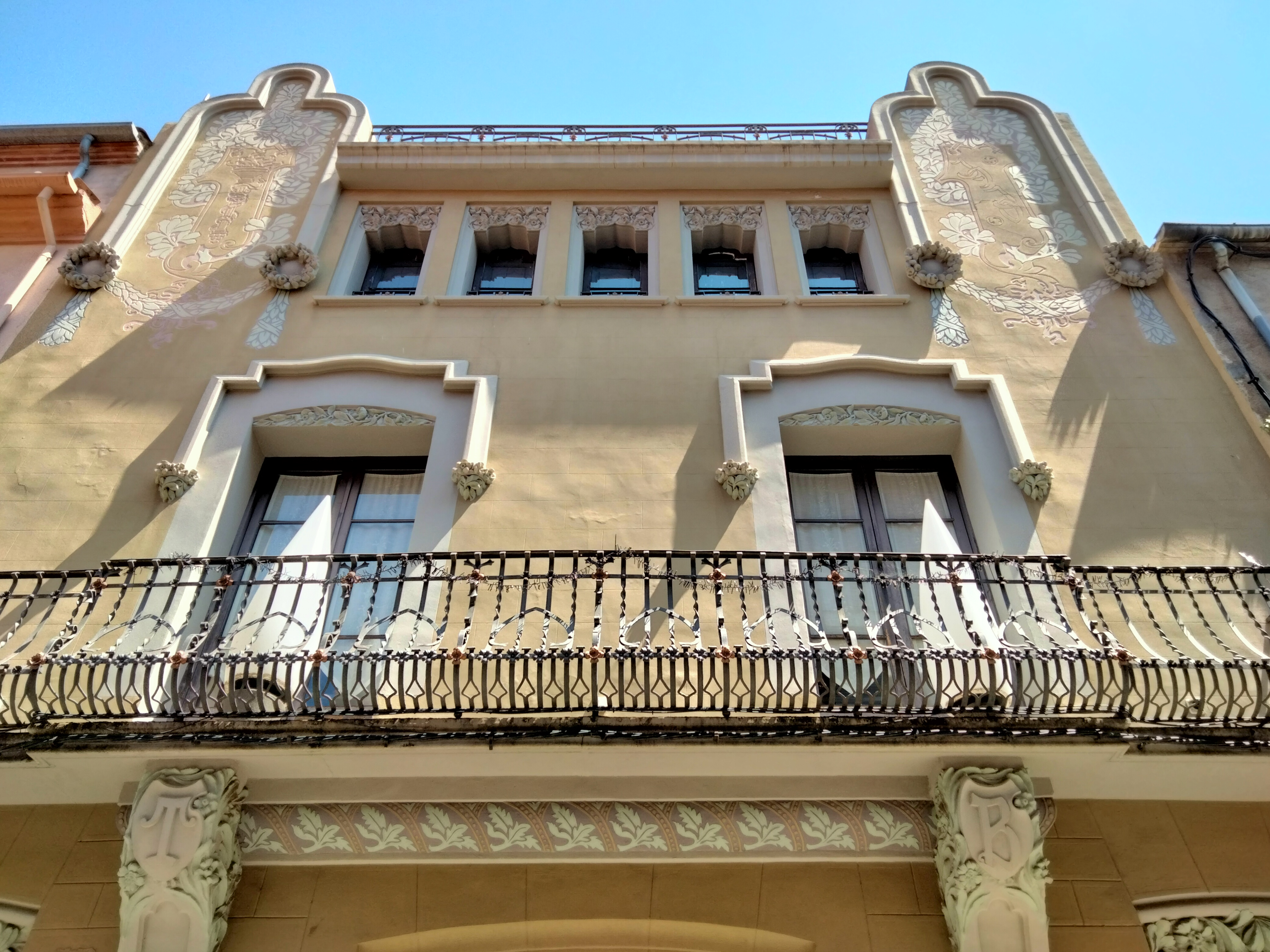
Balconada

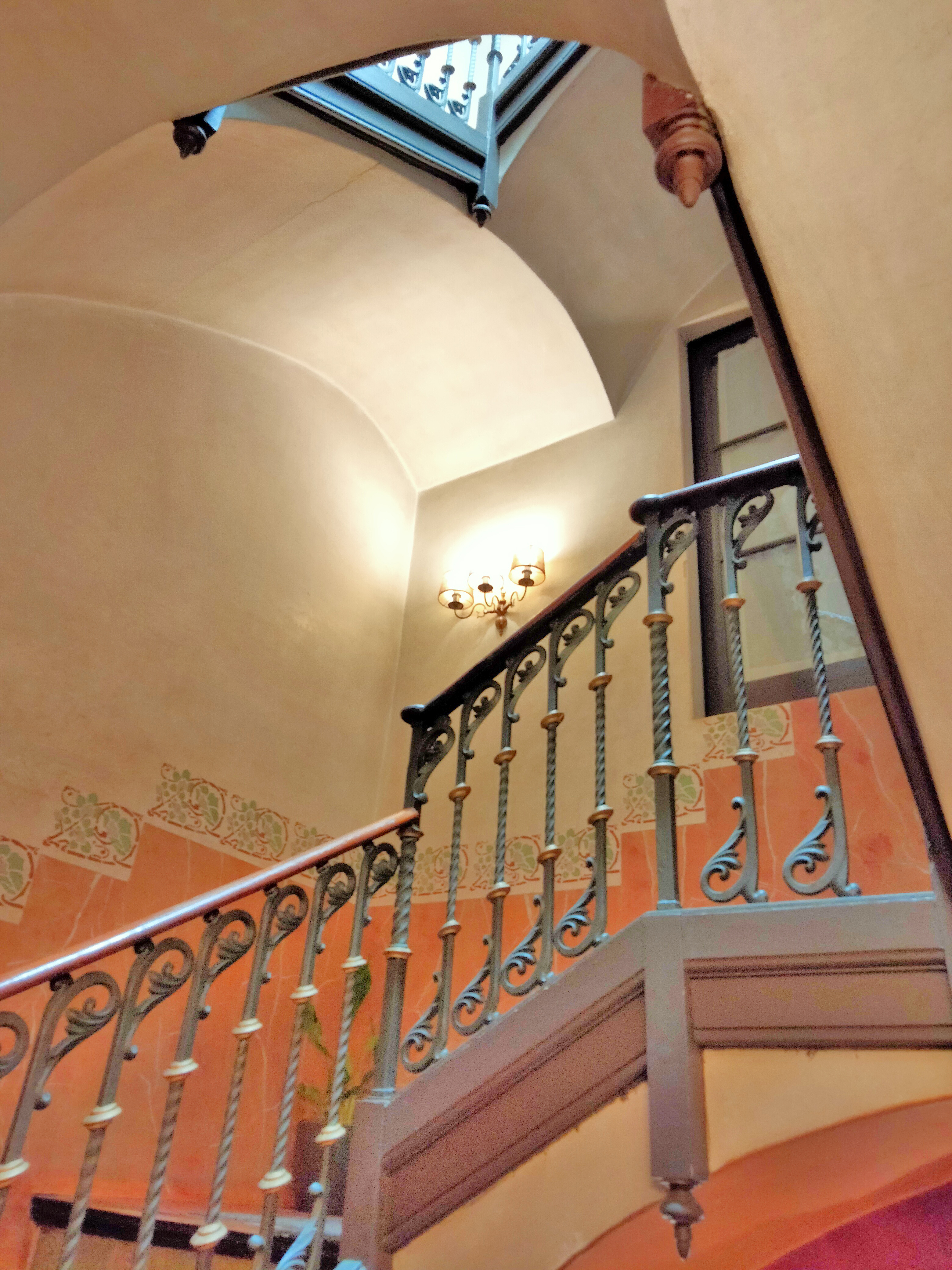
Escala

El parament és esgrafiat i estucat i a la planta baixa simula carreus mentre que a la resta mostra elements vegetals i florals amb games cromàtiques de verds, roses i grocs, que actualment han perdut color. El tractament de la façana posterior és molt més simple i presenta un esgrafiat de carreus i sanefa decorativa. El pati és tancat per un mur amb acabament de rajola vidriada verda.
L'interior es conserva amb tots els elements originals, inclosos la cuina i els banys, i les decoracions típicament modernistes malgrat que necessita ser restaurada. És un edifici força elegant que segueix l'escola de Domènech i Muntaner.

## Història
A l'època del pas del segle xix al xx, la ciutat de Santa Coloma experimenta un fort creixement econòmic i la pujança de la burgesia local. Un seguit de prohoms de la ciutat impulsen la construcció d'edificis d'estil modernista amb l'emblemàtic Casino i les cases particulars. L'edifici va ser construït com a habitatge unifamiliar pel Dr. Tomàs Barrera.